# Sikar (distrikt)
Sīkar är ett distrikt i Indien. Det ligger i delstaten Rajasthan, i den nordvästra delen av landet, 230 km sydväst om huvudstaden New Delhi. Den administrativa huvudorten är staden Sikar. 
Distriktets folkmängd uppgick till 2 677 333 invånare vid folkräkningen 2011, på en yta av 7 732 km².
Distriktet är indelat i sex tehsil, en kommunliknande administrativ enhet: Danta Mangarh, Fatehpur, Lachhmangarh, Neem-Ka-Thana, Sikar, Sri Madhopur.

## Urbanisering
Distriktets urbaniseringsgrad uppgick till 23,7 % vid folkräkningen 2011. Den största staden är huvudorten Sikar. Ytterligare fjorton samhällen har urban status:
- Ajeetgarh, Bay, Danta, Fatehpur, Guhala, Kanwat, Khandela, Lachhmangarh, Losal, Neem ka Thana, Ramgarh (Ramgarh Shekhawati), Ramgarh (Danta Ramgarh), Reengus, Sri Madhopur